# Островно (Ленінградська область)
Островно (рос. Островно) — присілок у Лузькому районі Ленінградської області Російської Федерації.
Населення становить 52 особи. Належить до муніципального утворення Волошовське сільське поселення.

## Історія
Згідно із законом від 28 вересня 2004 року № 65-оз належить до муніципального утворення Волошовське сільське поселення.

## Населення
| 1838 | 1862 | 1961 | 1997 | 2007 | 2010 |
| ---- | ---- | ---- | ---- | ---- | ---- |
| 171  | ↗191 | ↘101 | ↘76  | ↘63  | ↘52  |